# ورقة العمل

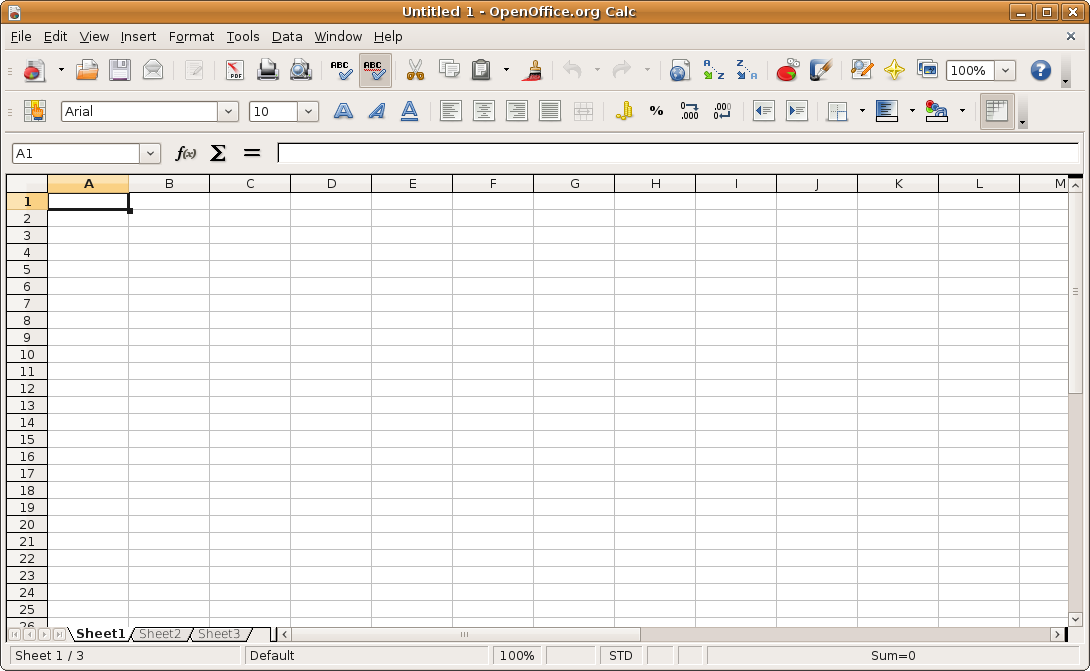

ورقات العمل وأوراق العمل  هي وسيلة كتابية منظمة، تعالج موضوعاً محدداً بشكل متكامل يوصل للقارئ المفاهيم والمعاني والأفكار الأساسية المتصلة بالموضوع الذي جرت معالجته فيها، ويراعى أن تكون معتدلة من حيث الحجم وكثافة الأفكار، تتضمن مجمل الآراء حول الموضوع المستهدف.

## أنواع أوراق العمل
لأوراق العمل عدة أنواع، يرى البعض أن البحوث العلمية جزء منها، ويجب على كاتبها إتباع الإرشادات والضوابط التي تضعها الجهات المنظمة لأوراق العمل، وغالباً ما تشترط الجهة الطالبة لورقة العمل إطاراً معيناً يلتزم المشاركون فيه، في حين تتبنى جهة أخرى منهجية البحث العلمي بحذافيرها.

## إعداد ورقة عمل
لكي يتم إعداد ورقة عمل لابد من إدراك التالي:
1. معرفة الهدف من كتابة الورقة.
2. التعرف على من سيقرأ الورقة (ما المعلومات المتوفرة لديه عن موضوع الورقة؟ ما مدى التفصيلات التي يحتاجها) وذلك حتى تكون الورقة معتدلة من حيث الحجم والمحتوى والأفكار المطروحة محققة للهدف من إعدادها.
3. معرفة مصادر المعلومات الخاصة بموضوع الورقة (كتب ـ مراجع ـ دراسات) وأوراق عمل سابقة إن وجدت.

## أسلوب الكتابة ولغة الورقة
تتضمن الكتابة عناصر فنية، تراعي سلامة التعبير وصحة التركيب من حيث قواعد اللغة.

## إرشادات الكتابة
بعض الإرشادات التي يجدر ملاحظتها في كتابة ورقة العمل:
- العرض المنظم للأفكار:

يجب أن تعرض الأفكار بشكل منظم ومتسلسل ومترابط، مع الاستخدام السليم لعلامات الترقيم، والاستخدام الذكي للتعابير التي تمهد للانتقال المنطقي من فكرة إلى التي تليها.
- السلاسة في التعبير:

يجب أن تكون لغة الورقة سلسة وبسيطة وواضحة، يتجنب الكاتب فيها الإطناب والخطابة والصيغ الأدبية - المبهمة - كما يراعى عدم الانقطاع المفاجئ لتسلسل الأفكار والموضوعات، والتنبه لأية فجوات تنم عن عدم اكتمال المعنى أو عدم الترابط بين الأفكار المطروحة.
- الاقتصاد في التعبير:

على معد الورقة أن يراعي اقتصار الكلام على ما يجب أن يقال دون إسهاب أو مغالاة، وتفضل الجمل القصيرة على الجمل الطويلة المتداخلة، كما يجب تجنب المغالاة في اللغة الاصطلاحية والتعابير المعترضة التي لا تخدم هدفاً أو تطرح فكرة محددة.
- تطبيق مخطط تنظيمي:

قبل البدء في كتابة الورقة يجب على معدها أن يضع مخططاً تنظيمياً لعناصرها الرئيسية والفرعية، ثم يجهز المادة الأولية لهذه العناصر من خلال إعداد مسودة أولية تراجع ويعاد كتابتها منقحة.
- الأمانة الفكرية والاقتباس:

يجب على معد الورقة التوثيق الأمين الدقيق من خلال الإشارة إلى الأفكار والآراء والمعلومات التي يستقيها من المصادر والمراجع المختلفة بحيث تنسب لأصحابها.
- طرق التوثيق:

كتابة قائمة المراجع في نهاية الورقة أو الإشارة إلى اسم المؤلف وسنة النشر في نهاية النص المقتبس بين قوسين.

## محتوى ورقة العمل
- صفحة العنوان:

يجب أن يكون عنوان ورقة العمل وافياً وعلى هيئة إجرائية في صفحة الغلاف مسبوقاً باسم المنظمة أو الجهة التي يعمل معد الورقة فيها ومتبوعاً باسم كاتبها وتاريخ إعدادها.
- صفحة المحتويات:

تمثل قائمة المحتويات المخطط العام لورقة العمل من خلال عرض العناوين الرئيسية وأرقام الصفحات بحيث تعكس كفاءة التنظيم للورقة.
- ملخص الورقة:

يتضمن ملخص الورقة معلومات مكثفة ومنظمه بطريقة محكمة، بحيث تنقل للقارئ هدف الورقة ومحتواها بدقه واختصار مع تجنب الإطناب والتعبير الإنشائي، وذلك لان الملخص أول جزء يطلع عليه القارئ وعلى أساسه يقرر الاستمرار في مطالعة الورقة كاملة. ويستخدم في كتابة الملخص الأسلوب التقريري وليس التقويمي، بحيث تذكر الحقائق والاستنتاجات دون إضافة أوصاف تقويمية لها.
- الإطار النظري للورقة:

ويشتمل على مقدمه يوضح المعد من خلالها خلفية الموضوع وهدف الورقة باختصار، ثم يتبعها عرض أفكار الورقة بشكل منظم ومتسلسل ومترابط مع الاستخدام الذكي للتعابير التي تمهد للانتقال المنطقي من فكرة إلى الفكرة التي تليها، ويتوقع من معد الورقة أن يصف في إطارها النظري المعرفة السابقة ذات الصلة بموضوع الورقة وما أسفرت عنه من نتائج، ويمكن للمعد إتباع أسلوب البحث العلمي إذا كان يحاول الإجابة عن تساؤلات أو التوصل إلى نتائج من خلال طرح مشكلة الورقة وبيان أهمية بحثها، مع ذكر الفرضيات المتوقع تحقيقها وكيف تم اشتقاها من أدب الموضوع.
- المقترحات والتوصيات:

ترتبط المقترحات والتوصيات بالنتائج التي توصل لها معد الورقة بحيث تكتب دون إسهاب وفي الحدود المعقولة من الإيجاز.
- المراجع:

يجب على معد الورقة أن يذكر جميع المراجع التي استشهد بها، بحيث تكون بيانات المرجع صحيحة ودقيقه وعادة ما تتألف هذه البيانات من: اسم أو أسماء المؤلفين، سنة النشر، عنوان المرجع، وبيانات النشر.